# Coelophoris sogai
Coelophoris sogai är en fjärilsart som beskrevs av Pierre E.L. Viette 1965. Coelophoris sogai ingår i släktet Coelophoris och familjen nattflyn. Inga underarter finns listade i Catalogue of Life.